# قطار منع الحمل

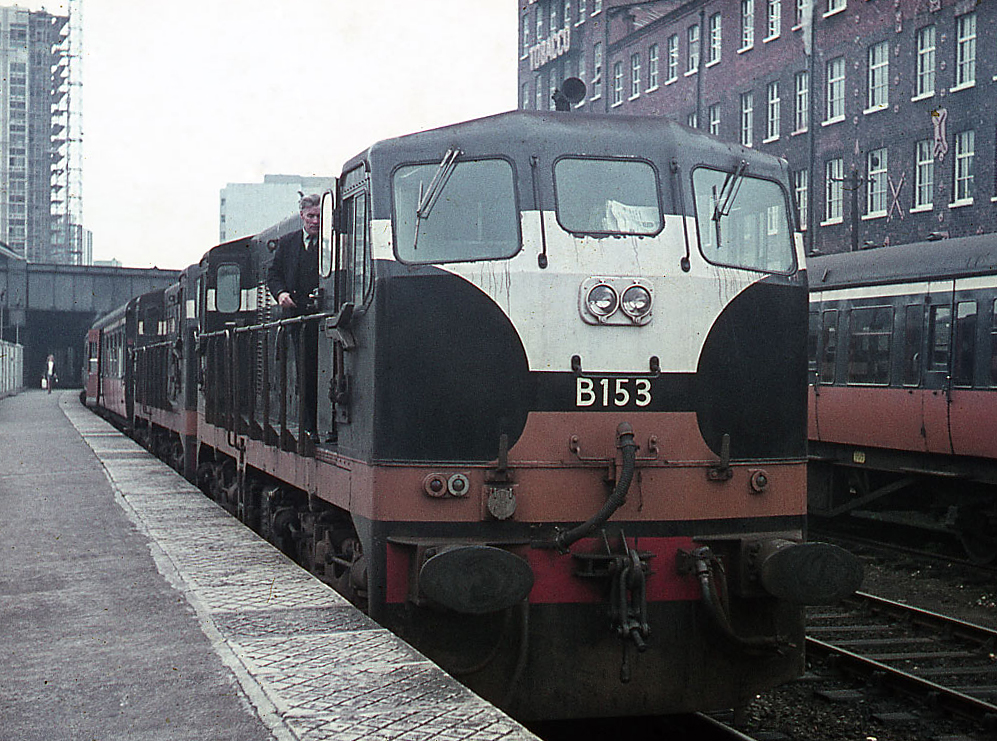
قطار منع الحمل

كان قطار منع الحمل حدثًا ناشطًا في مجال حقوق المرأة وقع في 22 مايو 1971م. 1 سافر أعضاء من حركة تحرير المرأة الأيرلندية (IWLM)، احتجاجًا على القانون الذي يحظر استيراد وسائل منع الحمل وبيعها في جمهورية أيرلندا، إلى بلفاست لشراء وسائل منع الحمل.